# Concha Espina

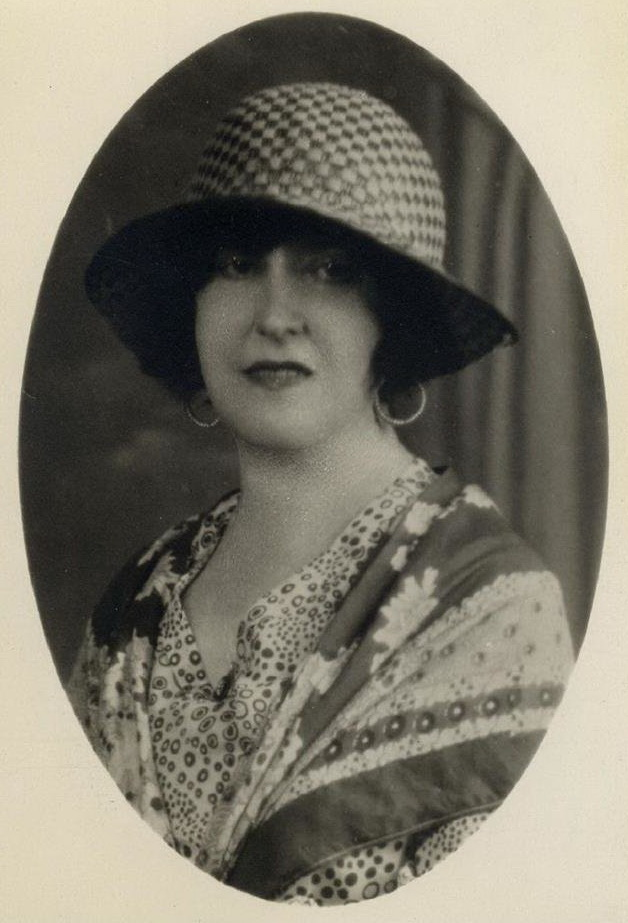
Concha Espina (1929)

María de la Concepción Jesusa Basilisa Espina, bekannt als Concha Espina (y Tagle), (* 14. Mai oder 15. April 1869 oder 1877 oder 15. April 1879 in Santander; † 19. Mai 1955 in Madrid) war eine spanische Schriftstellerin und Journalistin.

## Leben
Concha Espina veröffentlichte ihre ersten Gedichte in der Zeitschrift El Atlántico unter dem Anagramm Ana Coe Snichp. 1892 heiratete sie Ramón de la Serna y Cueto, mit dem sie fünf Kinder bekam, und ging mit ihm nach Chile. 1898 kehrte sie nach Spanien zurück, wo 1903 ihre Studie Mujeres del Quijote erschien. Im Jahr 1909 zog sie nach Madrid und veröffentlichte ihren ersten Roman La niña de Luzmela. Die Handlung des Romans ist in Mazcuerras angesiedelt, wo sie sich regelmäßig aufhielt.
Ihr Theaterstück El jayón (1918) wurde die Vorlage für Francisco Mignones Oper L’innocente. Anfang der 1920er Jahre besuchte Concha Espina Berlin, und 1924 erhielt sie einen Preis der Real Academia Española (RAE) und wurde mit dem Orden de Damas Nobles de María Luisa ausgezeichnet. Im Jahr 1928 wurde sie Kandidatin der RAE und wurde für den Nobelpreis nominiert. 1938 wurde sie auswärtiges Ehrenmitglied der American Academy of Arts and Letters. In den nächsten Jahren erblindete sie. 1955 wurde sie mit der Medalla del Trabajo ausgezeichnet.

## Werke
- Mis flores, Gedichte (1904)
- Trozos de vida, Erzählungen (1907)
- La niña de Luzmela, Roman (1909)
- La esfinge maragata (1914); (deutsch: „Die Sphinx Margata“, 1940)
- La rosa de los vientos (1915)
- Al amor de las estrellas (1916)
- El metal de los muertos (1920); (deutsch: „Das Metall der Toten“, 1922)
- El cáliz rojo (1923)
- Altar mayor (1926)
- La flor de ayer (1932)
- El más fuerte (1945)
- Valle en el mar (1950)